# Collin Quaner
Collin Quaner (* 18. Juni 1991 in Düsseldorf) ist ein ehemaliger deutsch-ghanaischer Fußballspieler auf der Position eines Stürmers.

## Karriere
Quaner, Sohn eines ghanaischen Vaters und einer deutschen Mutter, begann seine Fußballkarriere bei Fortuna Düsseldorf, bei der er alle Jugendmannschaften durchlief. In der Saison 2009/10 wurde er in der A-Junioren-Bundesliga-Mannschaft eingesetzt. Am 22. Mai 2010 debütierte er in der zweiten Mannschaft beim Regionalligaspiel gegen die zweite Mannschaft von Bayer 04 Leverkusen.
Zur Saison 2010/11 wechselte Quaner zu Arminia Bielefeld. Sein Debüt in der Profimannschaft absolvierte er am 13. August 2010 im DFB-Pokalspiel beim SSV Jahn Regensburg. Eine Woche später machte er beim Auswärtsspiel gegen den FSV Frankfurt sein erstes Zweitligaspiel. Gegen den VfL Bochum schoss er sein erstes Zweitligator mit dem Treffer zum 1:1. Im September 2010 wurde er von U-20-Nationaltrainer Frank Wormuth zu einem Lehrgang der deutschen U-20-Nationalmannschaft eingeladen. Im Freundschaftsspiel gegen die U-20-Nationalmannschaft der Schweiz im Anschluss an den Lehrgang spielte er die erste Halbzeit und erzielte ein Tor.
Nach dem Abstieg der Bielefelder verließ er den Verein und schloss sich im August 2011 dem FC Ingolstadt an, bei dem er einen bis 2013 laufenden Vertrag erhielt. In der Saison 2011/12 kam er meist als Einwechselspieler zum Einsatz. In der Vorrunde der anschließenden Saison 2012/13 kam er in lediglich einem Zweitligaspiel zum Einsatz. Spielpraxis erhielt er bei der zweiten Mannschaft des Vereins in der Regionalliga. Um höherklassig spielen zu können, wurde Quaner im Januar 2013 für ein halbes Jahr an den Drittligisten Hansa Rostock ausgeliehen. Im Gegenzug wurde Quaners Vertragslaufzeit bis 2014 verlängert. Für die Rostocker war er in der Rückrunde in sieben Spielen zum Einsatz gekommen, ehe er zur neuen Saison 2013/14 nach Ingolstadt zurückkehrte. Nachdem er dort in der Vorrunde zunächst erneut nur in der zweiten Mannschaft zum Einsatz gekommen war, absolvierte er in der Rückrunde für die Profimannschaft elf Zweitligaspiele, wobei er fünfmal in der Startaufstellung stand.
Nach Ende seines Vertrages in Ingolstadt wechselte Quaner zur Spielzeit 2014/15 zum Ligakonkurrenten VfR Aalen, bei dem er einen Einjahresvertrag mit Verlängerungsoption unterzeichnete. In der Sommerpause 2015 ging er zum 1. FC Union Berlin und erhielt einen Zweijahresvertrag.
In der Winterpause 2016/17 wechselte Quaner zum englischen Zweitligisten Huddersfield Town und unterschrieb einen bis 2020 laufenden Vertrag. Sein erstes Tor für den neuen Klub erzielte er in seinem ersten Spiel; in der vierten Runde des FA Cups traf er beim 4:0-Sieg über den AFC Rochdale. Zum Ende der Saison stieg er mit Huddersfield Town in die Premier League auf. Nachdem er in der Saison 2018/19 nur zu zwei Kurzeinsätzen gekommen war, wurde Quaner am 8. Januar 2019 bis Saisonende an den Zweitligisten Ipswich Town verliehen.
Im Januar 2021 wechselte der Stürmer zum schottischen Erstligisten FC St. Mirren, bei dem er bis zum Ende der Saison 2020/21 unterschrieb. Nach sechs Einsätzen verließ er den Verein nach dem Ende seines Kontrakts nach einem halben Jahr wieder. Nach mehreren Monaten ohne Verein schloss Quaner sich im November 2021 dem österreichischen Bundesligisten SK Austria Klagenfurt an, bei dem er einen bis Juni 2023 laufenden Vertrag erhielt. In Klagenfurt löste er seinen Vertrag, ohne ein Spiel absolviert zu haben, nach nicht einmal einem Monat im Dezember 2021 wieder auf und beendete verletzungsbedingt seine Karriere.